# Torrinha
Torrinha este un oraș în São Paulo (SP), Brazilia.